# Sônia Barros
Sônia Barros (Monte Mor, 1968) é uma escritora brasileira.
Formou-se em Letras pela Universidade Metodista de Piracicaba. Venceu o Prêmio Paraná de Literatura na categoria Poesia em 2014 (com Fios) e 2017 (Tempo de Dentro).

## Obras

### Poesia
- 2007 - mezzo voo (Nankin)
- 2014 - Fios (Biblioteca Pública do Paraná)
- 2017 - Tempo de Dentro (Biblioteca Pública do Paraná)

### Infantil
- 2018 - Biruta (Moderna) - selo Altamente Recomendável -FNLIJ / Prêmio melhor texto infantil 2018 - AEILIJ
- 2016 - Nas asas do haicai (Aletria)
- 2015 - Tatu-balão (Aletria) -  selo Altamente Recomendável da FNLIJ
- 2015 - Ciranda mágica (Positivo)
- 2013 - Passagem secreta para o sonho (Atual)
- 2012 - Pode ser depois? (FTD)
- 2011 - Letras cadentes (Atual)
- 2011 - O segredo da xícara cor de nuvem (Moderna)
- 2010 - Asas de dentro (Editora Scipione)
- 2008 - Coisa boa (Moderna)
- 2008 - Passeio no trem da poesia (Positivo)
- 2003 - Saudade doída (Quinteto)
- 2003 - O gato que comia couve-flor (Atual)
- 2003 - O que é que eu faço, Afonso? (Atual)
- 1997 - Um bichinho só pra mim (Quinteto)

### Juvenil
- 2014 - A coragem de Leo (FTD)
- 2010 - Onde o céu acontece (Atual)
- 2003 - Segredos de seis corações (Scipione)
- 1997 - Diário ao contrário (Atual)